# Synchroonzwemmen op de Europese Spelen 2015 - Duo
Het synchroonzwemmen in duo's tijdens de Europese Spelen 2015 in Bakoe, Azerbeidzjan van 12 tot en met 15 juni was een van de onderdelen van het evenement synchroonzwemmen. 

## Resultaten

### Kwalificatie
| Rang | Land             | Atleten                                          | Routine   | Routine | Totaal   |
| Rang | Land             | Atleten                                          | Technisch | Vrij    | Totaal   |
| ---- | ---------------- | ------------------------------------------------ | --------- | ------- | -------- |
| 1.   | Rusland          | Valeriya Filenkova Daria Kulagina                | 89.2333   | 79.7568 | 168.9901 |
| 2.   | Oekraïne         | Yana Nariezhna Yelyzaveta Yakhno                 | 87.5333   | 74.3500 | 161.8833 |
| 3.   | Oostenrijk       | Anne-Maria Alexandri Eirini-Marina Alexandri     | 85.8333   | 76.9728 | 160.8061 |
| 4.   | Spanje           | Julia Echeberria Esquivel Irene Toledano Carmelo | 83.7333   | 74.7046 | 160.4379 |
| 5.   | Italië           | Noemi Carrozza Laila Huric                       | 83.8000   | 74.1932 | 157.9932 |
| 6.   | Griekenland      | Giana Gkeorgkieva Athanasia Tsola                | 81.9667   | 74.0772 | 156.0439 |
| 7.   | Frankrijk        | Charlotte Tremble Laura Tremble                  | 81.2000   | 70.6864 | 151.8864 |
| 8.   | Wit-Rusland      | Hanna Shulhina Dominika Tsyplakova               | 77.3667   | 72.5636 | 149.9303 |
| 9.   | Zwitserland      | Maxence Bellina Maria Piffaretti                 | 77.2333   | 71.5182 | 148.7515 |
| 10.  | Nederland        | Bregje de Brouwer Noortje de Brouwer             | 77.3333   | 70.9273 | 148.2606 |
| 11.  | Turkije          | Defne Bakirci Misra Gundes                       | 75.2333   | 69.5864 | 144.8197 |
| 12.  | Groot-Brittannië | Jodie Cowie Genevieve Tandall                    | 75.1667   | 69.2659 | 144.4326 |
| 13.  | Liechtenstein    | Lara Mechnig Marluce Schierscher                 | 71.6000   | 70.7228 | 142.3228 |
| 14.  | Slovenië         | Petra Durisova Diana Miskechova                  | 72.3333   | 68.8228 | 141.1561 |
| 15.  | Azerbeidzjan     | Tatyana Nikitina Yekaterina Valiulina            | 71.4333   | 69.3841 | 140.8174 |
| 16.  | Hongarije        | Adel Fodor Viktoria Harcsa                       | 71.6667   | 67.3705 | 139.0372 |
| 17.  | Israël           | Aviv-Lea Bublil Gal Litman                       | 72.1000   | 66.9000 | 139.0000 |
| 18.  | Tsjechië         | Sarka Kochianova Marie Vlasakova                 | 71.6667   | 67.0478 | 138.7145 |
| 19.  | Polen            | Wiktoria Grabowska Swietlana Szczepanska         | 66.7000   | 64.2250 | 130.9250 |
| 20.  | Bulgarije        | Maria Kirkova Mihaela Peeva                      | 66.5667   | 61.9386 | 128.5053 |

### Finale
| Eindpositie | Land             | Atleten                                          | Routine   | Routine | Totaal   |
| Eindpositie | Land             | Atleten                                          | Technisch | Vrij    | Totaal   |
| ----------- | ---------------- | ------------------------------------------------ | --------- | ------- | -------- |
| Goud        | Rusland          | Valeriya Filenkova Daria Kulagina                | 89.3000   | 79.7568 | 169.0568 |
| Zilver      | Oostenrijk       | Anne-Maria Alexandri Eirini-Marina Alexandri     | 85.8667   | 76.9728 | 162.8395 |
| Brons       | Oekraïne         | Yana Nariezhna Yelyzaveta Yakhno                 | 87.3000   | 74.3500 | 161.6500 |
| 4.          | Spanje           | Julia Echeberria Esquivel Irene Toledano Carmelo | 86.1000   | 74.7046 | 160.8046 |
| 5.          | Italië           | Noemi Carrozza Laila Huric                       | 83.9333   | 74.1932 | 158.1265 |
| 6.          | Griekenland      | Giana Gkeorgkieva Athanasia Tsola                | 81.5333   | 74.0772 | 155.6105 |
| 7.          | Frankrijk        | Charlotte Tremble Laura Tremble                  | 82.0333   | 70.6864 | 152.7197 |
| 8.          | Wit-Rusland      | Hanna Shulhina Dominika Tsyplakova               | 78.4667   | 72.5636 | 151.0303 |
| 9.          | Zwitserland      | Maxence Bellina Maria Piffaretti                 | 77.5667   | 71.5182 | 149.0849 |
| 10.         | Nederland        | Bregje de Brouwer Noortje de Brouwer             | 77.6667   | 70.9273 | 148.5940 |
| 11.         | Turkije          | Defne Bakirci Misra Gundes                       | 76.3667   | 69.5864 | 145.9531 |
| 12.         | Groot-Brittannië | Jodie Cowie Genevieve Tandall                    | 75.3000   | 69.2659 | 144.5659 |